# Стојан Протић (новинар)
Стојан Протић (Београд, 9. септембар 1924 — Београд, 17. март 2017) био је српски правник и новинар.

## Биографија
Рођен је 9. септембра 1924. године у Београду. Његов отац Милан Протић је био чиновник Народне банке Краљевине Југославије, а деда Стојан Протић је био први председник Министарског савета Краљевине Срба, Хрвата и Словенаца и један од првака Народне радикалне странке.
Дипломирао је на Правном факултету Универзитета у Београду.
Новинарством је почео да се бави 1948. године. Радио је као уредник спортске рубрике у листовима НИН, Вечерње новости и Политика експрес, где је био запослен од оснивања 1963. до пензионисања 1988. године. Од 1978. до 1988. године је био члан Медија комитета ФИФА.
Из брака са супругом Љиљаном, добио је сина Милана Ст. Протића.
Умро је 17. марта 2017. године у Београду. Сахрањен је у породичној гробници на Новом гробљу.

## Референца
1. ↑  „Sahranjen kolega Stojan Protić”. UNS. 24. 03. 2017.